# Ankylopteryx (Sencera) feae
Ankylopteryx (Sencera) feae is een insect uit de familie van de gaasvliegen (Chrysopidae), die tot de orde netvleugeligen (Neuroptera) behoort. 
Ankylopteryx (Sencera) feae is voor het eerst wetenschappelijk beschreven door Navás in 1929.